# Hans Pum

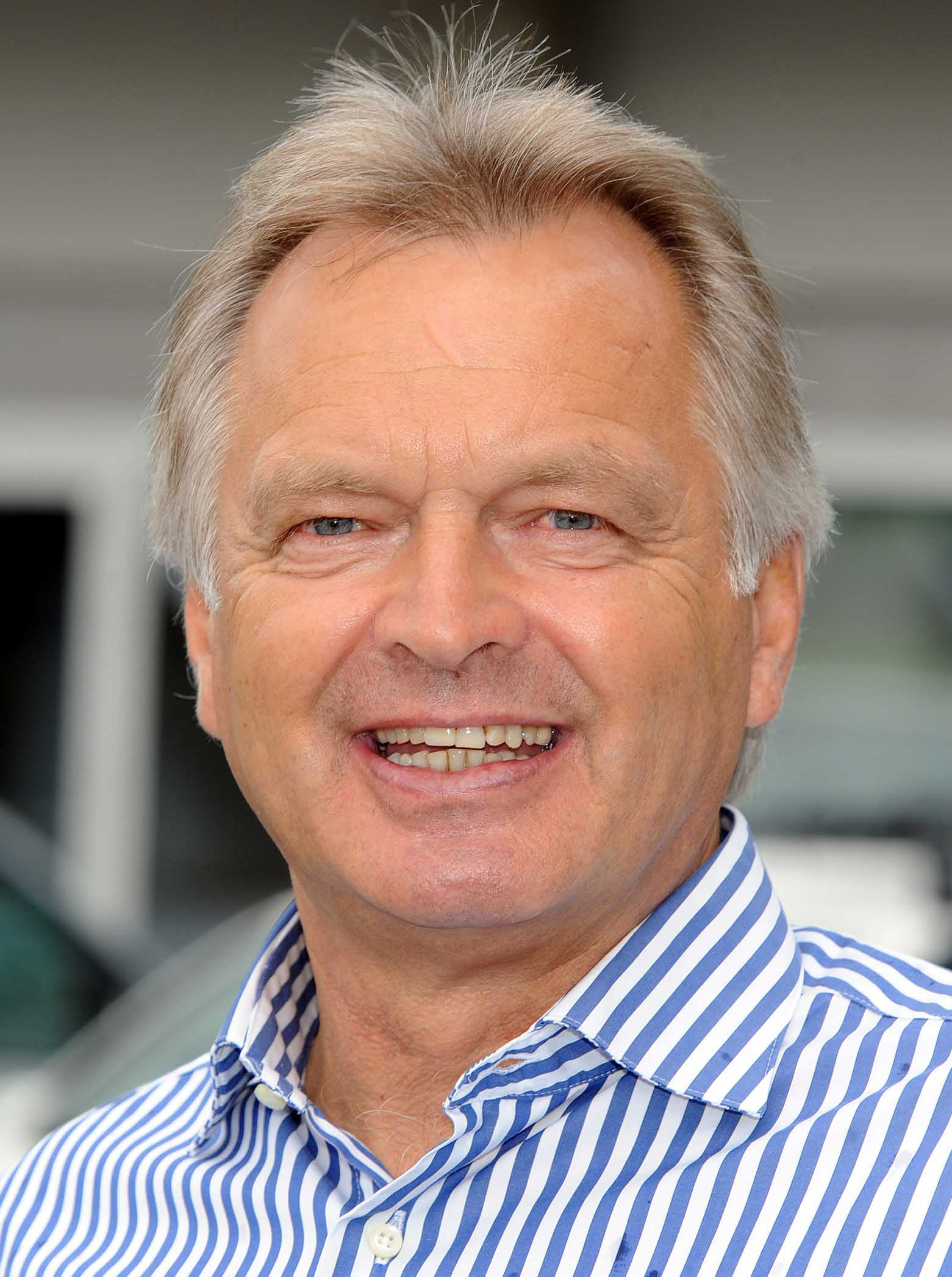
Hans Pum (2015)

Hans Pum (* 4. Juli 1954 in Freistadt, Oberösterreich) ist ein österreichischer Skisportfunktionär und ehemaliger Alpinskitrainer. Von 1996 bis 2010 bekleidete er im Österreichischen Skiverband das Amt des Alpindirektors, von 2010 bis 2019 war er als Sportdirektor für alle Sparten zuständig.

## Biografie
Hans Pum kam in Freistadt zur Welt und lebt in St. Oswald bei Freistadt. In der Jugend selbst als Skirennläufer, Fußballer und Schwimmer aktiv, entschied er sich für eine Ausbildung zum Sportlehrer und Trainer. Ab 1977 betreute er das Europacup-Team des ÖSV als Konditionstrainer.
Zwischen 1985 und 1988 fungierte er als Techniktrainer, anschließend bis 1992 als Rennsportleiter der Herrenmannschaft. Nach einem Engagement als Marketingdirektor übernahm er 1996 den Posten des Sportdirektors Alpin. Damit hatte er ÖSV-intern das höchste Amt in dieser Sparte inne und unterstand in der Verbandshierarchie lediglich dem Präsidenten Peter Schröcksnadel. In dieser Funktion gilt er gemeinsam mit dem damaligen Herren-Cheftrainer Toni Giger als treibende Kraft für die großen Erfolge des österreichischen alpinen Skisports.
Nach dem medaillenlosen Abschneiden der österreichischen Herrenmannschaft bei den Olympischen Winterspielen 2010 in Vancouver erfuhr der ÖSV eine Umstrukturierung. Der Mühlviertler leitete ab der Saison 2010/11 das Referat Hochleistungssport und war als Sportdirektor für sämtliche Sparten des Verbandes, darunter neben anderen auch Sprunglauf, Snowboard und Biathlon, zuständig. Im Juli 2019 trat er nach neun Wintern von diesem Amt zurück.
Im September 2021 wurde er unter Präsident Klaus Kumpfmüller für eine dreijährige Funktionsperiode zum Vizepräsidenten für den Bereich Ski Alpin des Landesskiverbandes Oberösterreichs gewählt.

## Erfolge
In Pums Zeit als Alpindirektor (1996–2010) fallen die größten österreichischen Erfolge im alpinen Skisport mit Athleten wie Hermann Maier, Stephan Eberharter, Benjamin Raich, Michaela Dorfmeister, Alexandra Meissnitzer oder Renate Götschl. Insgesamt gewannen die Skirennläufer des ÖSV in diesem Zeitraum 38 Olympiamedaillen, davon zehn in Gold, 62 WM-Medaillen, davon 20 in Gold, sowie 62 Kristallkugeln, davon elf für den Gesamtweltcup.
Während er als Sportdirektor für alle Sparten des ÖSV verantwortlich zeichnete, gewannen die von ihm betreuten Sportler 27 Olympiamedaillen, davon 8 in Gold, 106 WM-Medaillen, davon 35 in Gold sowie – exklusive Nationenwertungen – 53 Kristallkugeln, davon 18 für Siege im Gesamtweltcup plus zahlreiche Erfolge im Behindertensport.

## Auszeichnungen
- 2019: Goldenes Ehrenzeichen des Landes Oberösterreich[7]